# Phytocoris electilis
Phytocoris electilis är en insektsart som beskrevs av Stonedahl 1988. Phytocoris electilis ingår i släktet Phytocoris och familjen ängsskinnbaggar. Inga underarter finns listade i Catalogue of Life.